# Angara (rodzina rakiet)
Angara (ros.: Ангара) – rodzina rosyjskich rakiet nośnych. Rakiety te są zdolne wynieść na niską orbitę okołoziemską od 3800 kg do 24 500 kg i wraz z wariantami Sojuza-2 zastępuje przestarzałe konstrukcje. Prace nad nią prowadzi Państwowe Produkcyjno-Badawcze Centrum Kosmiczne imienia Michaiła Chruniczewa.
Pierwszy start rakiety z rodziny Angara odbył się 9 lipca 2014 roku z kosmodromu Plesieck. To był lot suborbitalny wariantu Angara 1.2PP złożonego z komponentów rakiet Angara 1 i Angara A3/A5. 23 grudnia miał miejsce udany start rakiety Angara A5 z kosmodromu Plesieck
Docelowo podstawowe rakiety Angara mają startować z kosmodromu Plesieck. Warianty najcięższe z kosmodromów Bajkonur i Plesieck, a także z nowego kosmodromu Wostocznyj.

## Charakterystyka
Rodzina rakiet Angara ma budowę modułową. Konstrukcja taka pozwala na swobodny dobór mocy rakiet w zależności od potrzeb oraz ma upraszczać i obniżać koszty eksploatacji. Najcięższe warianty Angary będą nośnością porównywalne do rakiet: Delta IV Heavy, Atlas V, Ariane 5 ECA, Chang Zheng 5, Falcon 9, GSLV Mk III.
Podstawową jednostkę w rakietach Angara stanowi uniwersalny moduł rakietowy, URM (универсальный ракетный модуль), zbudowany na bazie silnika RD-191. Paliwem silnika rakietowego jest RG-1 i ciekły tlen utleniaczem. Silnik rakietowy RD-191 dysponuje ciągiem 1.92 MN na poziomie morza oraz 2.09 MN w próżni. Został specjalnie zaprojektowany dla rakiet Angara i stanowi rozwinięcie silnika RD-170. Każdy URM zawiera jeden silnik.
Zależnie od konfiguracji, pierwsze stopnie rakiet Angara będą zawierały: jeden (Angara 1), trzy (Angara A3), pięć (Angara A5) lub siedem (Angara A7) URM. Drugimi stopniami będą bloki przyspieszające Briz-KM (Angara 1.1) i Blok-I (zwany też URM-2). W trzecim stopniu będzie stosowany blok przyspieszający Briz-M lub KWRB z silnikiem RD-0146. Wersje przeznaczone do wynoszenia na orbitę statków załogowych będą oznaczane dodatkową literą P (Angara A5P i Angara A7P).
Planowany jest blok przyspieszający na ciekły tlen i ciekły wodór.
Dla rakiet Angara planowane jest odzyskiwanie URM poprzez wyposażenie ich w dodatkowe silniki odrzutowe RD-33 i niewielkie skrzydła. Dzięki temu moduły będą mogły lądować na lotnisku jak samolot. Prace nad takim pojazdem o nazwie Bajkał prowadzono przy współpracy z NPO Mołnia.
Pierwszy stopień rakiet Angara wykorzystywany jest w południowokoreańskich rakietach Naro-1, z modyfikacją RD-151.

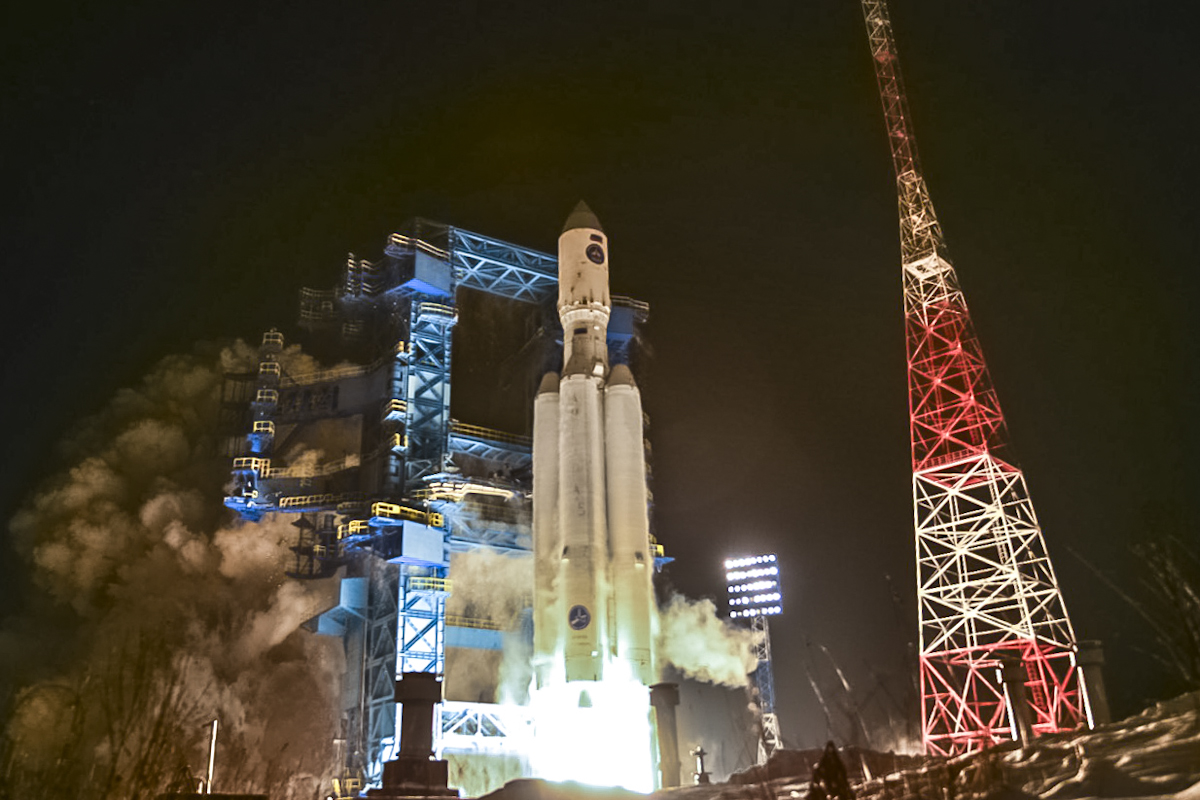
Angara A5 startuje z kosmodromu Plesieck

## Specyfikacja rakiet rodziny Angara[4]
| Wersja                                            | Angara 1.2 | Angara A5   |
| ------------------------------------------------- | ---------- | ----------- |
| 1. stopień                                        | 1 x URM    | 5 x URM     |
| 2. stopień                                        | Blok I     | URM-2       |
| 3. stopień (nie używany w lotach na LEO)          | –          | Briz-M/KWTK |
| Ciąg (na poziomie morza)                          | 1,92 MN    | 9,61 MN     |
| Masa startowa                                     | 171,5 t    | 759 t       |
| Wysokość (maksymalna)                             | 41,5 m     | 55,4 m      |
| Zdolność wynoszenia na orbitę o wys. 200 km (LEO) | 3,8 t      | 24,5 t      |
| Zdolność wynoszenia na GTO                        | –          | 5,4 / 7,5 t |
| Zdolność wynoszenia na orbitę geostacjonarną      | –          | 3 / 4,6 t   |

| Wersja                                            | Angara 1.1       | Angara A3         | Angara A5P        | Angara A5W        | Angara A7         |
| ------------------------------------------------- | ---------------- | ----------------- | ----------------- | ----------------- | ----------------- |
| 1. stopień                                        | 1 × URM (RD-191) | 3 × URM (RD-191)  | 5 × URM (RD-191)  | 5 × URM (RD-191)  | 7 × URM (RD-191)  |
| 2. stopień                                        | Briz-KM          | Blok I (RD-0124A) | Blok I (RD-0124A) | Blok I (RD-0124A) | Blok I (RD-0124A) |
| 3. stopień (nie używany w lotach na LEO)          | --               | Briz-M            | Briz-M            | KWRB              | KWRB              |
| Ciąg (na poziomie morza)                          | 1,92 MN          | 5,77 MN           | 9,61 MN           | 9,61 MN           | 13,44 MN          |
| Masa startowa                                     | 149 t            | 478 t             | 773 t             | 790 t             | 1133 t            |
| Wysokość (maksymalna)                             | 34,9 m           | 45,8 m            | 55,4 m            | 64 m              | ?                 |
| Zdolność wynoszenia na orbitę o wys. 200 km (LEO) | 2 t              | 14,6 t            | 24,5 t            | 24,5 t            | 35 t              |
| Zdolność wynoszenia na GTO                        | –-               | 2,4 t             | 5,4 t             | 6,6 t             | ?                 |
| Zdolność wynoszenia na orbitę geostacjonarną      | –-               | –-                | 2,8 t             | 4 t               | 7,6 t             |
| Uwagi                                             |                  |                   |                   |                   |                   |

## Wykaz startów (nieaktualny)
| Wersja       | Data i godzina startu (GMT) | Ładunek        | Uwagi                       |
| ------------ | --------------------------- | -------------- | --------------------------- |
| Angara 1.2PP | 9 lipca 2014 12:04          | Symulator masy | Start testowy, suborbitalny |
| Angara A5    | 23 grudnia 2014 05:57       | Symulator masy | Start testowy               |
| Angara A5    | 14 grudnia 2020 05:50       | Symulator masy | Start testowy               |